# Distrito de Sawai Madhopur
Sawai Madhopur (en hindi: সওয়াই মধুপুর) es un distrito de la India en el estado de Rajastán. Código ISO: IN.RJ.SM.
Comprende una superficie de 4 500 km².
El centro administrativo es la ciudad de Sawai Madhopur.

## Demografía
Según censo 2011 contaba con una población total de 1 338 114 habitantes, de los cuales 631 556 eran mujeres y 706 558 varones.